# コペラ
コペラは、カラシン目レビアシナ科コペラ属に分類される魚の総称。5-7cmほどの小型のカラシンの仲間で、アマゾン川やその支流に生息する。
外見からは同じレビアシナ科のペンシルフィッシュに似た印象を受けるが、体型が紡錘状になり泳ぎも活発なのが特徴。雄は成長すると体の色が鮮やかになり、各ひれが伸長する。代表種として、水面上の植物の葉に卵を産み付ける習性を持ったコペラ・アーノルディーが知られている。近縁にピリューリナ属(Pyrrhulina)がある。

## 下位分類
次の種が分類されている。
- コペラ・アーノルディー Copella arnoldi (Regan, 1912) (splash tetra) アマゾン川の中流から下流にかけて分布。産んだ卵を他の魚から守るために、雌雄のペアが水上の植物の葉の上に飛び乗って卵を産み付けるという特異な習性で知られる。産卵後も、乾燥を防ぐために定期的に親魚が卵に水をかけて世話をする。これは卵を産みっ放しにする種類の多いカラシンの仲間では珍しい性質である。
- Copella carsevennensis (Regan, 1912)
- Copella compta (G. S. Myers, 1927)
- コペラ・アイゲンマニー Copella eigenmanni (Regan, 1912) 体の側面に斑点がライン状に並ぶ。
- Copella meinkeni Zarske & Géry, 2006
- Copella metae (C. H. Eigenmann, 1914)
- コペラ・ナッテレリー Copella nattereri (Steindachner, 1876) (spotted tetra) 鱗に沿って、体表に規則的に黒い斑点が入るのが特徴。
- Copella nigrofasciata (Meinken, 1952)
- Copella vilmae Géry, 1963 (rainbow copella)